# Meneclia pallidula
Meneclia pallidula là một loài bướm đêm thuộc phân họ Arctiinae, họ Erebidae.